# 1964年世界博覽會
1964年/1965年紐約世界博覽會（New York World's fair 1964/1965），展期分成两部分，1964年4月22日至10月18日，1965年4月21日至10月17日，在美國紐約的法拉盛草原可樂娜公園舉辦，是美國歷史上参观人数最多的世界博覽會，据统计有超过5千万人参观此次世博会，这也是纽约市第三次举行世界博览会这次博览会的主题是“通過理解走向和平”这次博览会的标志建筑是一个12层楼高的，不锈钢的大地球仪（Unisphere），象征着“国际普遍参与”，但事实上美国企业主宰了这次世界博览会，因此这次展览很大程度上因展示了20世纪中期的美国科技与文化而被人铭记，这次博览会也给后来参加越南战争的孩子带来了一些童年的美好回味，这次世博会没有获得国际展览局（BIE）认证，但这次世博会应该是世界上第一次出席人员携带电脑设备的博览会，许多公司都使用了带键盘和阴极射线管显示器的电脑终端机，大型计算机，打字机，打孔器、电话调制器等，此时电脑一直都在办公室中使用，在公共场合很少露面

## 参展国家
由于BIE未给与此次博览会认证，所有BIE成员国，苏联、欧洲主要国家、加拿大、澳大利亚均未参与，这给此次世博会带来了巨大损失。20世纪60年代，美国经济达到顶峰，吸引了一些小国家和第三世界国家的广泛参与，它们成为了除美国外的主要参展国，如中華民國、
西班牙、菲律宾、奥地利、巴基斯坦、日本等国。

## 国际展馆
最受欢迎的展馆应该是罗马教廷展馆，米开朗琪罗的作品圣母怜子（哀悼基督）在此展出，为纪念此馆，在展馆处修建了一个小广场保留至今，教皇保罗六世于1965年还参观了此地。
一处供娱乐的仿造的比利时中世纪小村庄很受欢迎，游客们可以尝到有一对夫妇制作的“布鲁塞尔华夫饼”由华夫饼干、草莓、奶油制成。
在七喜花园展馆中，游客们可以尝到世界各地的三明治并有幸听到“七喜大陆乐队”的演唱。
新兴非洲国家在非洲馆展出参展品，约旦馆展出的一幅壁画引起了争议，内容是巴勒斯坦人民的悲惨生活，约旦人还在约旦馆的旧址处捐赠了一个古老的石柱。
冷战热点地区西柏林市举行了一场很受欢迎的展出。

## 美国展馆
美国馆打出旗号“向伟大挑战”，专注于美国总统约翰逊提出的“伟大的社会”。NASA、美国国防部和世博会举办方赞助修建了一个8100平方米的公园，展出了火星5号使用的5台引擎、X-15实体模型、阿波罗指挥舱模型、月球旅行器模型等。
威斯康星州展出了世界上最大的芝士，福罗里达州带来了海豚表演、火烈鸟和一只多才多艺的凤头鹦鹉，俄克拉荷马州修建的公园供疲劳的游客休息，密苏里州举办了国家空间产业展，夏威夷州开办了“5座火山”餐厅。
路易斯安那州的展馆名为“路易斯安那州波旁街”，后来更名缩短为“波旁街”（Bourbon Street)，受新奥尔良法国街区的启发得名。它开始因经济问题而破产，后被一家私人企业接管运营。
一个有白人扮演黑人的演出引起了广泛关注，全国有色人种协进会成员对该乐队提出了抗议，认为此举有损黑人尊严。

## 照片
- 西屋电气公司的时间舱
- 美国无线电公司展馆
- 美國莊臣展馆
- 柯达公司展馆
- 福特公司展馆
- 交通旅游馆
- 阿拉斯加馆
- 香港馆
- 通用汽车展馆
- “大地球仪”（Unisphere）喷泉
- 当初的科学大厅如今是纽约科学馆

## 相關連結
- New York 1964-1965 World's Fair（页面存档备份，存于）
- nywf64.com (1964/1965 New York World's Fair Website)（页面存档备份，存于）
- "Peace Through Understanding" – A New York World's Fair Community and Electronic Bulletin Board（页面存档备份，存于）
- "BBQ Productions" – An independent film production company that spent 15 years to produce a documentary film about The 1964/65 New York world's Fair（页面存档备份，存于）
- Bygone LI 64 Worlds Fair Page
- '64 World's Fair Guide book（页面存档备份，存于） multiple PDF document of complete guide booklet.
- 1964-'65 New York page on ExpoMuseum.com（页面存档备份，存于）
- A Collection of Photos on flickr（页面存档备份，存于）

### 影片
- Documentary film about the 1964 New York World's Fair（页面存档备份，存于）
- Bring Back the New York World's Fair 1964（页面存档备份，存于）
- Black-and-white newsreel of 1964 World's Fair（页面存档备份，存于）
- The 1964-1965 New York World's Fair Remembered（页面存档备份，存于）
- 1964-1965 New York World's Fair – A look back slideshow（页面存档备份，存于）
- New York World's Fair 1964 1965 – New York State Pavilion（页面存档备份，存于）
- Color home movie of 1964 New York World's Fair exhibits（页面存档备份，存于）
- Aerial view of the 1964 New York World's Fair showing the pavilions（页面存档备份，存于）
- Internet Archive: New York World's Fair, 1964/03/02 Newsreel
- Internet Archive: To The Fair! (Part 1) (1965) Film about a trip to the 1964 New York World's Fair. Part 1
- Internet Archive: To The Fair! (Part 2) (1965) Film about a trip to the 1964 New York World's Fair. Part 2
- Internet Archive: 1964 New York World's Fair Report (1961) Film about planning the fair with Robert Moses.
- Internet Archive: Out Of This World Film about a woman going to the General Motors Pavilion to see the Kitchen of Tomorrow.